# Ehrenhain Hamburgischer Widerstandskämpfer

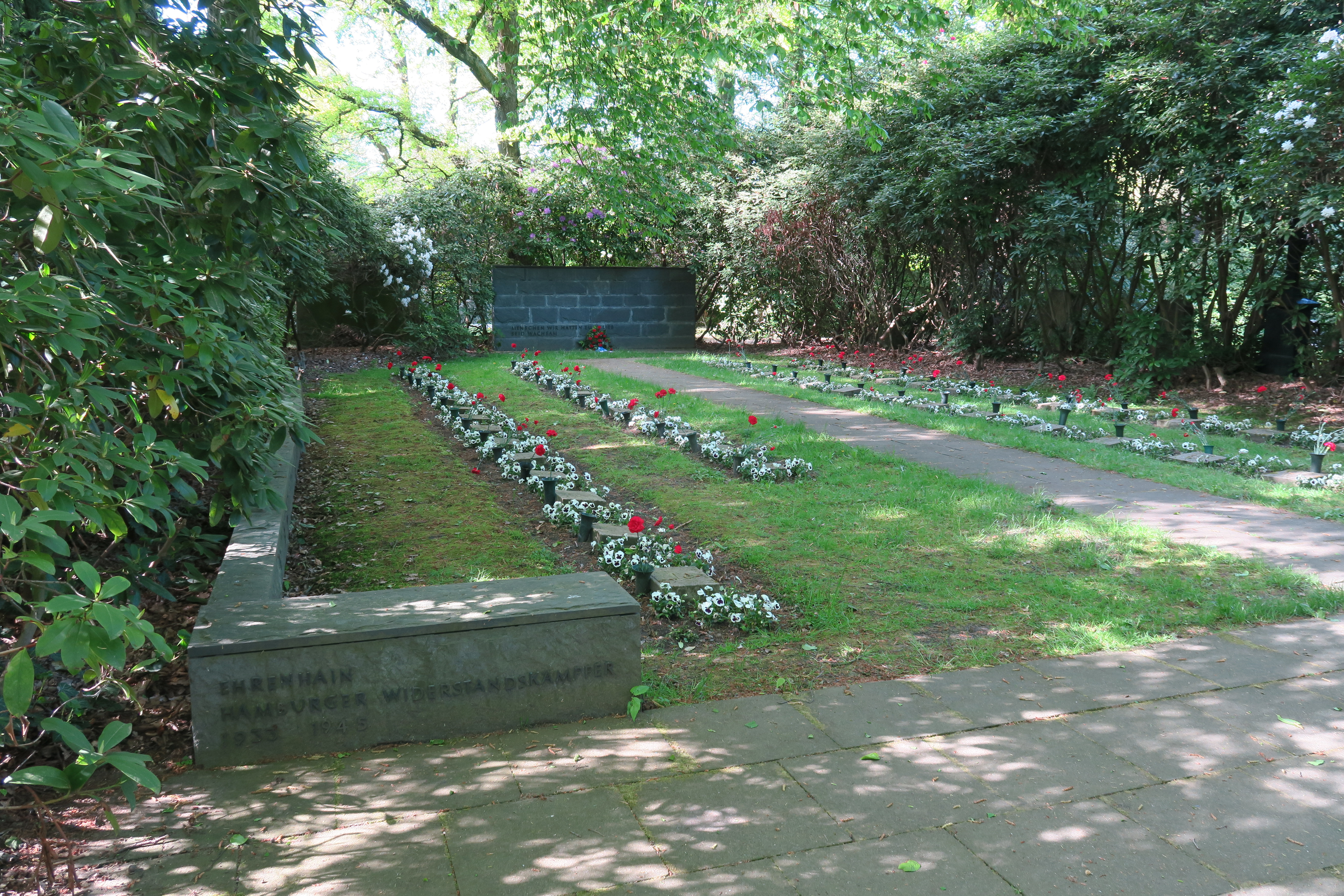
Ehrenhain Hamburger Widerstandskämpfer

Der Ehrenhain Hamburgischer Widerstandskämpfer (auch: Ehrenhain Hamburger Widerstandskämpfer) ist Gräber- und Gedenkstätte auf dem Friedhof Ohlsdorf für 55 in den Jahren 1933–1945 hingerichtete oder an den Haftfolgen verstorbene Antifaschisten aus der Hamburger Arbeiterbewegung in Deutschland.

## Lage

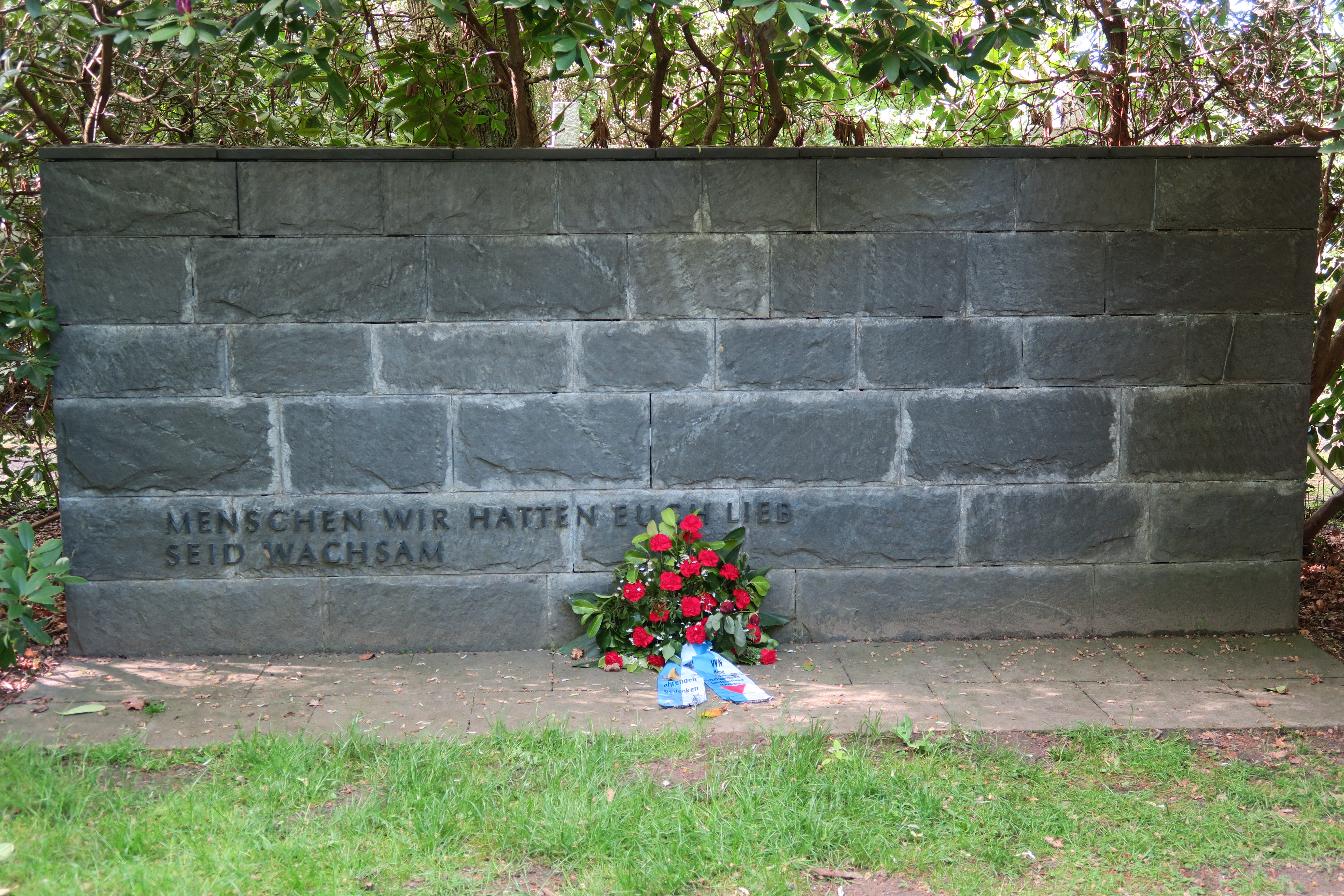
Steinwand mit Vermächtnis

Rechts vom Haupteingang an der Bergstraße befindet sich seit dem 8. September 1946 der Ehrenhain Hamburger Widerstandskämpfer. Die 1953 von dem Hamburger Bildhauer Richard Steffen (1903–1964) geschaffene Bronzeplastik „Der Redner“ stand bis zu ihrem Diebstahl im März 2011 am Eingang des Ehrenhains. Auf der eingrenzenden Steinwand stehen als Vermächtnis die Worte

„Menschen, wir hatten euch lieb, seid wachsam.“

## Entstehung der Anlage
In den Jahren 1946/1947 wurden Urnen hingerichteter Widerständler in der Nähe der Gräber für die Revolutionsgefallenen von 1918 bis 1920 beigesetzt. Anfang der 1960er Jahre wurden die Urnen an den heutigen Standort umgebettet, der Friedhof vom Architekten Karlheinz Rebstock gestaltet und eine Skulptur des Bildhauers Richard Steffen aufgestellt.

## Die Opfer

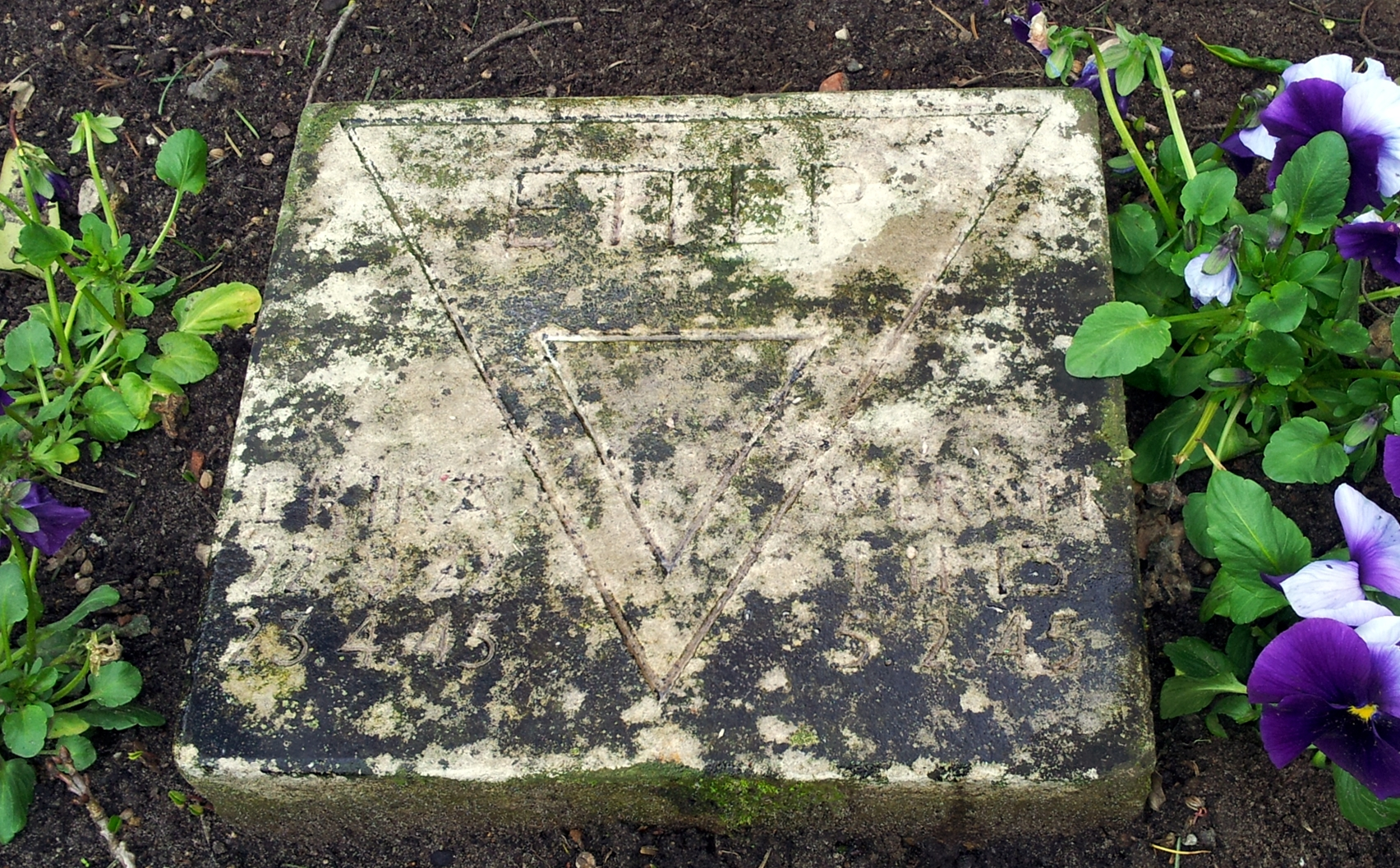
Beispiel eines der gleichartigen Kissensteine (Erika und Werner Etter)

Die Gräber sind in vier Reihen angeordnet und durch Kissensteine mit Namen, Geburts- und Sterbedatum und stilisierten KZ-„Winkeln“ gekennzeichnet. Zu den ersten Opfern gehörten Teilnehmer am Altonaer Blutsonntag, die hingerichteten August Lütgens, Bruno Tesch, Karl Wolff und Walter Möller und der 1944 ermordete Emil Theodor Hans Wendt.
Ursachen für Inhaftierung waren z. B. Desertion, kritische Äußerungen und Teilnahme am Widerstand. Zu Tode kamen die Widerstandskämpfer durch militärischen Exekutionsbefehl, Ermordung, als Teilnehmer im spanischen Bürgerkrieg, Todesurteile durch Hanseatisches Oberlandesgericht, Volksgerichtshof, Sondergerichte, Kriegsgerichte, Befehl des Reichssicherheitshauptamtes, Haftbedingungen im Konzentrationslager.
Für Bernhard Bästlein, Erika Etter, Hans Hornberger, Karl Kock, August Lütgens, Walter Möller, Wilhelm Stein, Bruno Tesch und Karl Wolff wurden auch Stolpersteine verlegt (Stand: 2005), später kamen weitere hinzu.

### Übersicht der Kissenstein-Reihen
- jeweils von links (vom Eingang/Redner-Skulptur aus):

erste Reihe: Karl Schaar,  Oswald Laue, Richard Bähre, Walter Bunge, Bruno Meisel, Eduard Olejniczak,                                                                                                                                                       
Gustav Hüsing, Heinrich Seifert, Franz Händler, Emil Tiessat, Rudolf und Ernst Stender, Erika und Werner Etter, Bruno und Heinz Priess, Otto Marquardt.

zweite Reihe: T. H. Emil Wendt, Irene Wosikowski, Kurt von Appen, Harry von Bargen, Kurt Schill, Hans Hornberger, Hermann Spreckels, Elisabeth und Gustav Bruhn, Rudolf Lindau, Hans Görtz, Vatti
Hoffmann.

dritte Reihe: Bernhard Bästlein, Franz Jacob, Robert Abshagen, Kurt Vorpahl, Wilhelm Stein, Walter Reber, Karl Kock, Erich Heins, Heinrich Zimmermann, Konrad Hoffmann, Fiete Schulze, Otto Peters, Claudius Gosau, Bertus Hoffmann.

vierte Reihe: Wilhelm Boller, Kurt Beusse, August Kähler, Friedrich Dossel, Erich Schult, Friedrich Kaefer,  Willy Szczepanski, Etkar André, Hans Westermann, Albert Bennies, August Lütgens, Walter Möller, Karl Wolff, Bruno Tesch.
 Einige Widerstandskämpfer ohne Wikipedia-Biografie sowie die meisten „Blaulinks“ haben einen Eintrag bei Stolpersteine Hamburg
 (Stand: September 2017)

## Weiteres Gräberfeld von Widerstandskämpfern
Im östlichen Teil des Friedhofs in der Nähe der Einfahrt Bramfelder Chaussee befindet sich ein weiteres Gräberfeld, das Ehrenfeld der  Geschwister-Scholl-Stiftung für Widerstandskämpfer und Widerstandskämpferinnen und NS-Verfolgte der Jahre 1933 bis 1945, die nach 1945 verstorben sind.